# Ursula Bruhin
Ursula Bruhin (Schwyz, 19 maart 1970) is een voormalig snowboardster uit Zwitserland. Ze vertegenwoordigde haar vaderland op de Olympische Winterspelen 2006 in Turijn.

## Resultaten

### Snowboarden

#### Olympische Winterspelen
| Jaar | Plaats | Resultaten              |
| ---- | ------ | ----------------------- |
| 2006 | Turijn | 7e Parallelreuzenslalom |

### Wereldkampioenschappen
| Jaar | Plaats               | Resultaten                                |
| ---- | -------------------- | ----------------------------------------- |
| 2001 | Madonna di Campiglio | Parallelreuzenslalom                      |
| 2003 | Kreischberg          | Parallelreuzenslalom · DSQ Parallelslalom |
| 2005 | Whistler Blackcomb   | 7e Parallelreuzenslalom 9e Parallelslalom |

### Wereldbeker
Eindklasseringen
| Seizoen   | Algemeen          | Parallel- reuzenslalom | Parallelslalom    | Parallel         |
| --------- | ----------------- | ---------------------- | ----------------- | ---------------- |
| 2000/2001 | 95e 54,00 punten  |                        | 35e 700,00 punten |                  |
| 2001/2002 | -                 | 13e 2860,00 punten     | 9e 1640,00 punten | · 3200,00 punten |
| 2002/2003 | -                 | -                      | -                 | · 8910,00 punten |
| 2003/2004 | -                 | -                      | -                 | · 8270,00 punten |
| 2004/2005 |                   | -                      | -                 | · 8760,00 punten |
| 2005/2006 | 7e 4790,00 punten | -                      | -                 | · 4790,00 punten |

| - | Dit seizoen niet deelgenomen aan dit onderdeel. |
|   | Onderdeel werd dit seizoen niet gehouden.       |

Wereldbekerzeges
| Datum            | Plaats             | Onderdeel            |
| ---------------- | ------------------ | -------------------- |
| 2 maart 2002     | Sapporo            | Parallelslalom       |
| 30 oktober 2002  | Sölden             | Parallelslalom       |
| 20 december 2002 | Stoneham           | Parallelreuzenslalom |
| 14 maart 2003    | Arosa              | Parallelreuzenslalom |
| 19 oktober 2003  | Sölden             | Parallelslalom       |
| 12 december 2003 | Whistler Blackcomb | Parallelreuzenslalom |
| 21 december 2003 | Stoneham           | Parallelreuzenslalom |
| 4 december 2004  | Kronplatz          | Parallelreuzenslalom |
| 17 december 2004 | Bad Gastein        | Parallelslalom       |
| 9 februari 2005  | Bardonecchia       | Parallelreuzenslalom |
| 16 maart 2005    | Tandådalen         | Parallelreuzenslalom |
| 17 december 2005 | Le Relais          | Parallelreuzenslalom |

### Europabeker
Eindklasseringen
| Seizoen   | Parallel- reuzenslalom | Parallelslalom   |
| --------- | ---------------------- | ---------------- |
| 2001/2002 | 6e 428,00 punten       | 6e 637,00 punten |

### Noord-Amerikabeker
Eindklasseringen
| Seizoen   | Parallel          |
| --------- | ----------------- |
| 2003/2004 | 36e 225,00 punten |